# Maurizio Milani

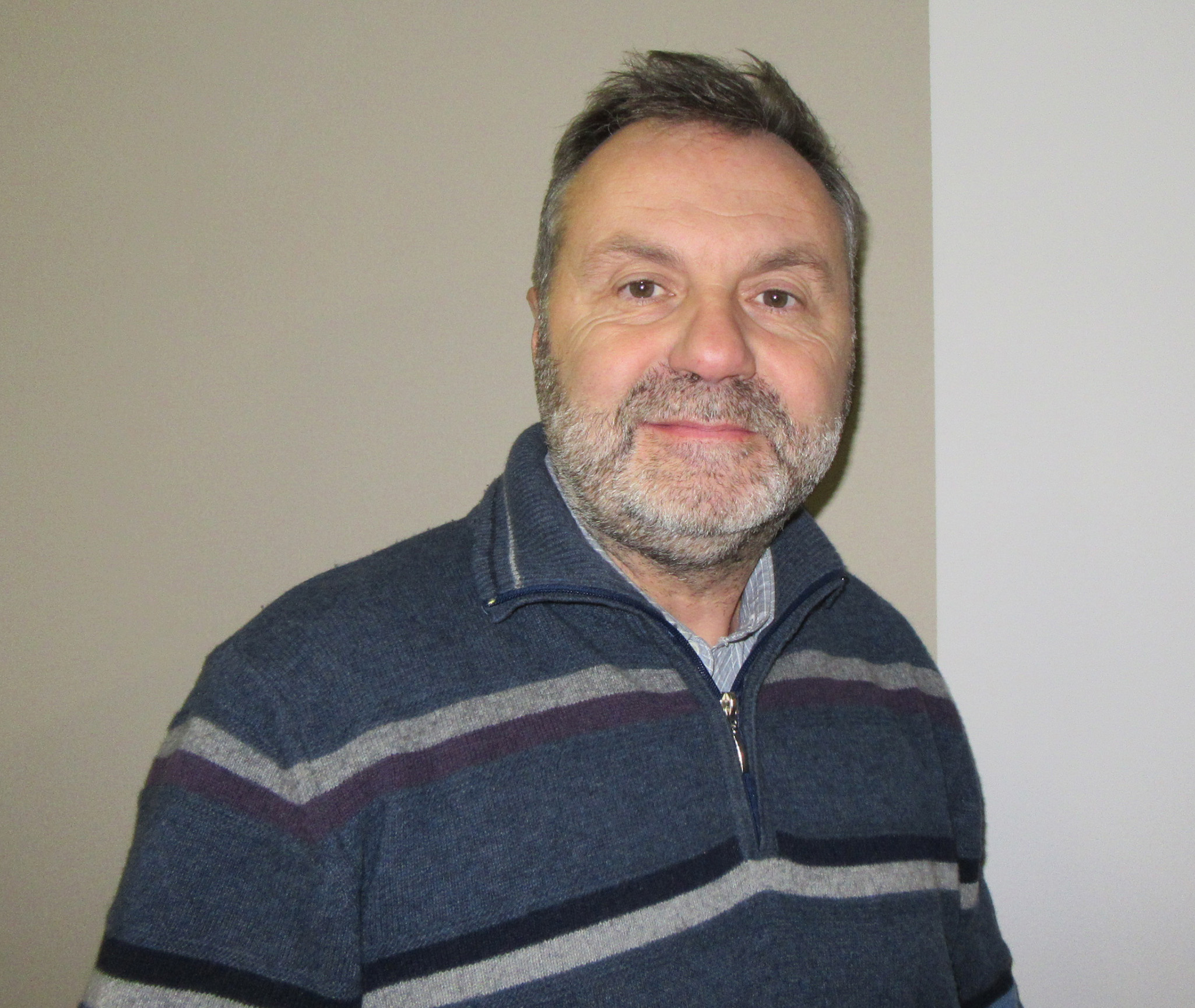
Maurizio Milani år 2016.

Maurizio Milani, född 20 maj 1961 i Milano i Lombardiet, är en italiensk komiker, skådespelare och författare.
Han debuterade på Zelig Cabaret i Milano år 1987. Milanis monologer karakteriseras av ironi och han har publicerat en rad satiriska böcker. Milani skriver även för dagstidningarna Il Foglio och Libero samt tidskriften Max.

## Komikerkarriär
- 1993, Letti Gemelli
- 1992, Su la testa! (Rai 3)
- 1993, Cielito lindo (Rai 3)
- 1997-98, Scatafascio (Italia 1)
- 1998-99
  - Comici (Italia 1)
  - Facciamo cabaret (Italia 1)
- 2003-08, Che tempo che fa' (Rai 3)

## Teater
- 1992, Un uomo da badile
- 1993, Piacenza[3]
- 1995, Animale da fosso
- 1998, Il pubblico all'uscita si lamenta